# Raphaëlle Agogué
 (mai 2017).
Raphaëlle Agogué, née le 27 décembre 1981 à Nîmes est une actrice française.

## Biographie

### Jeunesse
Raphaëlle Agogué grandit à Quissac, dans le Gard. De 1992 à 1996, elle participe à des formations de théâtre aux Ateliers La Grange à Quissac, avec Christiane Lorenzo. 
En 1996 et 1997, elle étudie le théâtre aux Ateliers de Nadine à Nîmes. De 1997 à 1999, elle suit des cours au Conservatoire municipal de Nîmes, puis, à partir de 2000, au Conservatoire de Montpellier, sous la direction d'Ariel Garcia-Valdès. Après l'obtention de son diplôme, elle débute à Paris sa carrière par le petit écran puis le cinéma.

### Formation
(mai 2017).
- 1992/1996 : Ateliers de théâtre La grange, Christiane Lorenzo, Quissac
- 1996/1997 : Ateliers de théâtre Nadine, Nîmes
- 1997/1999 : Conservatoire municipal de Nîmes
- 2000/2003 : Conservatoire national de région de Montpellier, Lucas Francescci, Hélène de Bisset et Michel Chiron, directeur - Ariel Garcia Valdès
- Octobre 2004 : stage avec Sébastien Bonnabel, compagnie Giorgio Bello
- 2004/2005: Method acting
- 2005/2006 : Studio Pygmalion. Coaches : Jeanne Gottesdiener, Jean-Michel Steinfort, Régis Mardon

## Filmographie

### Cinéma

#### Longs métrages
- 2008 : Modern Love de Stéphane Kazandjian : Sasha
- 2010 : La Rafle de Rose Bosch : Sura Weismann
- 2012 : Comme un chef de Daniel Cohen : Béatrice
- 2012 : À l'aveugle de Xavier Palud : Héloïse
- 2012 : La banda Picasso de Fernando Colomo : Fernande Olivier
- 2013 : Gibraltar de Julien Leclercq : Clara Duval
- 2014 : Avis de mistral de Rose Bosch : Émilie
- 2017 : Le Semeur de Marine Francen : Louise
- 2019 : Place des victoires de Yoann Guillouzouic : la sœur de Bruno

#### Courts métrages
- 2004 : La Saison des cendres : Nicolas Schiavi
- 2007 : Acides gras saturés : Armando Navarro
- 2008 : Oh my god : Françoise Charpiat
- 2009 : Le plus loin possible : Cristobal Diaz
- 2010 : La Vieille Dame et le Garçon : Gaël Cottat
- 2015 : À ses enfants la patrie reconnaissante : Stéphane Landowski

### Télévision
- 2004 : Élodie Bradford : Sybille (saison 1, épisode 4)
- 2005 : Fargas (épisode Fashion victime)
- 2006 : R.I.S Police scientifique : Karine Duhamel (saison 2, épisode 10)
- 2007 : Duval et Moretti : Lucille (saison 1, épisode 20)
- 2007 : Paris, enquêtes criminelle : Christine Dumont (saison 1, épisode 5)
- 2008 : Adresse inconnue : Clotilde Maestracci, aux côtés de David Brécourt
- 2012 : Louis XVI, l'homme qui ne voulait pas être roi de Thierry Binisti : Marie-Antoinette
- 2012 : Climats - Les Orages de la passion de Caroline Huppert : Odile Malet
- 2013 : Platane d'Éric Judor : Daphné (saison 2)
- 2014 : Palace Beach Hôtel de Philippe Venault : le capitaine Laurence Di Vanno
- 2014 : Le Passager de Jérôme Cornuau : Anaïs Chatelet
- 2015 : Stavisky, l'escroc du siècle de Claude-Michel Rome : Arlette Stavisky
- 2016 : L'Île aux femmes d'Éric Duret : Marie Hersant
- 2018 : Capitaine Marleau de Josée Dayan : Lella Borg (saison 2, épisode 6 : Les Roseaux noirs)
- 2019 : Alice Nevers, le juge est une femme  : Carole Desmoulin (saison 17, épisode 3 : Enfant 3.0)
- 2019 : Mortel, de Frédéric Garcia : Céline
- 2022 : Simon Coleman de Nicolas Copin : capitaine Audrey Castillon
- 2022 : Police de caractères : Chloé Belval (épisode 3 : Cadavre exquis)
- 2022 : Police de caractères : Chloé Belval (épisode 4 : Un loup dans la bergerie)
- 2023 : Demain nous appartient : Agathe Lambesc, nouvelle commandante à Séte.
- 2023 : The New Look de Julia Ducournau : Madeleine Dior
- 2023 : Ouija, un été meurtrier de Thomas Bourguignon et Jörg Winger : Laure Lagorce
- 2024 : Nos vies en l'air de Jonathan Cohen-Berry et Anthony Jorge : Véronique
- 2024 : Poulets grillés de July Hygreck : Manon Leroy (épisode 3 : Les secrets de l’hôtel)
- 2025 : Meurtres à Concarneau d'Adeline Darraux : Magali Morvan
- 2025 : Meurtres en Périgord vert de Muriel Aubin : Isabelle Maurin

## Théâtre
- Le Parisien madame (1999), mis en scène par Yvan Pradel